# فويسلاف دراغوفيتش
فويسلاف دراغوفيتش هو لاعب كرة قدم صربي في مركز حراسة المرمى، ولد في 15 أكتوبر 1982 في بلغراد في صربيا. لعب مع إنتر ميلان وكييفو فيرونا ونادي أوبليتش ونادي زيمون ونادي ساراييفو.